# Torbjørn Løkken
Torbjørn Løkken (ur. 28 czerwca 1963 w Biri) – norweski dwuboista klasyczny, dwukrotny medalista mistrzostw świata oraz zdobywca Pucharu Świata.

## Kariera
W Pucharze Świata Torbjørn Løkken zadebiutował 24 lutego 1984 roku w Falun, gdzie zajął 24. miejsce w konkursie rozgrywanym metodą Gundersena. W sezonie 1983/1984 pojawił się jeszcze raz, ale ponownie nie zdobył punktów i nie został uwzględniony w klasyfikacji generalnej (w sezonach 1983/1984-2001/2002 obowiązywała inna punktacja Pucharu Świata). Pierwsze pucharowe punkty zdobył 15 grudnia 1984 roku w Planicy, gdzie był ósmy. W pozostałych konkursach sezonu 1984/1985 jeszcze trzykrotnie punktował, między innymi dwukrotnie zajmując czwarte miejsce. W klasyfikacji generalnej zajął ósme miejsce. W sezonie 1985/1986 punktował trzykrotnie, jednak jego najlepszym wynikiem było zaledwie 13. miejsce 18 stycznia 1986 roku w Murau. Sezon ten zakończył na 27. pozycji.
Przełom w karierze Løkkena nastąpił w sezonie 1986/1987. W zawodach pucharowych we wszystkich swoich startach plasował się w czołowej dziesiątce. Już w pierwszych zawodach cyklu - 13 grudnia 1986 roku w Canmore nie tylko po raz pierwszy stanął na podium, ale od razu zwyciężył. W kolejnych zawodach jeszcze cztery razy znalazł się na podium: 17 stycznia w Autrans i 6 marca w Falun wygrywał, 10 stycznia w Reit im Winkl był drugi, a 19 marca 1987 roku w Oslo zajął trzecią pozycję. Wyniki te dały mu pierwsze miejsce w klasyfikacji generalnej, przed Hermannem Weinbuchem z RFN oraz Szwajcarem Hippolytem Kempfem. W lutym 1987 roku Torbjørn wystąpił na mistrzostwach świata w Oberstdorfie, gdzie zdobył dwa medale. W zawodach indywidualnych po skokach znajdował się na 19. pozycji, jednak na trasie biegu uzyskał najlepszy czas, co pozwoliło mu sięgnąć po złoto. Na podium wyprzedził swego rodaka Tronda-Arne Bredesena oraz Hermanna Weinbucha. Ponadto wspólnie z Hallsteinem Bøgsethem i Bredesenem zdobył srebrny medal w zawodach drużynowych.
Dobrą formę Norweg prezentował także w sezonie 1987/1988. Ponownie we wszystkich zawodach znajdował się w czołowej dziesiątce, przy czym cztery razy stanął na podium: 18 grudnia 1987 roku w Bad Goisern był drugi, 9 stycznia wygrał w Sankt Moritz, 16 stycznia był trzeci w Le Brassus, a 18 marca 1988 roku w Oslo po raz kolejny był najlepszy. Zwycięstwo w Oslo było równocześnie jego ostatnim pucharowym podium. W klasyfikacji generalnej Løkken był drugi za Austriakiem Klausem Sulzenbacherem, a przed Andreasem Schaadem ze Szwajcarii. W lutym 1988 roku brał udział w igrzyskach olimpijskich w Calgary. W zawodach drużynowych Norwegowie z Løkkenem w składzie zajmowali trzecie miejsce po skokach, jednak na trasie biegu zostali wyprzedzeni przez Szwajcarów i ostatecznie zajęli czwarte miejsce. W konkursie indywidualnym był dopiero dziewiętnasty na skoczni i tracił do prowadzącego Sulzenbachera ponad 3 minuty. Na trasie biegu okazał się najlepszy, co pozwoliło mu awansować na szóste miejsce.
W zawodach pucharowych startował do zakończenia sezonu 1989/1990, ale nie osiągał już sukcesów. Nie wziął udziału w mistrzostwach świata w Lahti w 1989 roku. W 1990 roku zakończył karierę.

## Osiągnięcia

### Igrzyska olimpijskie
| Miejsce | Dzień     | Rok  | Miejscowość | Konkurencja             | Wynik zwycięzcy | Strata  | Zwycięzca      |
| ------- | --------- | ---- | ----------- | ----------------------- | --------------- | ------- | -------------- |
| 4.      | 24 lutego | 1988 | Calgary     | Sztafeta K-90/3 × 10 km | 1:20:46,0       | +48,4   | RFN            |
| 6.      | 28 lutego | 1988 | Calgary     | Gundersen K-90/15 km    | 38:16,8         | +1:25,5 | Hippolyt Kempf |

### Mistrzostwa świata
| Miejsce | Dzień     | Rok  | Miejscowość | Konkurencja             | Wynik zwycięzcy | Strata     | Zwycięzca |
| ------- | --------- | ---- | ----------- | ----------------------- | --------------- | ---------- | --------- |
| 1.      | 13 lutego | 1987 | Oberstdorf  | Gundersen K-90/15 km    | 423,80 pkt      | -          | -         |
| 2.      | 14 lutego | 1987 | Oberstdorf  | Sztafeta K-90/3 × 10 km | 1261,94 pkt     | -16,96 pkt | RFN       |

### Puchar Świata

#### Miejsca w klasyfikacji generalnej
- sezon 1984/1985: 8.
- sezon 1985/1986: 27.
- sezon 1986/1987: 1.
- sezon 1987/1988: 2.
- sezon 1989/1990: 22.

#### Miejsca na podium chronologicznie
| Nr | Data             | Miejscowość   | Konkurencja         | Wynik zwycięzcy | Pozycja | Strata     | Zwycięzca           |
| -- | ---------------- | ------------- | ------------------- | --------------- | ------- | ---------- | ------------------- |
| 1. | 13 grudnia 1986  | Canmore       | Gundersen K90/15 km | ?               | 1.      | -          | -                   |
| 2. | 10 stycznia 1987 | Reit im Winkl | Gundersen K90/15 km | 428.86 pkt      | 2.      | -11.76 pkt | Fredy Glanzmann     |
| 3. | 17 stycznia 1987 | Autrans       | Gundersen K90/15 km | 425.30 pkt      | 1.      | -          | -                   |
| 4. | 6 marca 1987     | Falun         | Gundersen K90/15 km | 424.645 pkt     | 1.      | -          | -                   |
| 5. | 19 marca 1987    | Oslo          | Gundersen K90/15 km | 432.400 pkt     | 3.      | -1.940 pkt | Hermann Weinbuch    |
| 6. | 18 grudnia 1987  | Bad Goisern   | Gundersen K90/15 km | ?               | 2.      | ?          | Klaus Sulzenbacher  |
| 7. | 9 stycznia 1988  | Sankt Moritz  | Gundersen K90/15 km | 420.04 pkt      | 1.      | -          | -                   |
| 8. | 16 stycznia 1988 | Le Brassus    | Gundersen K90/15 km | 412.30 pkt      | 2.      | -9.40 pkt  | Trond-Arne Bredesen |
| 9. | 18 marca 1988    | Oslo          | Gundersen K90/15 km | 422.400 pkt     | 1.      | -          | -                   |